# 淑徳大学短期大学部
淑徳大学短期大学部（しゅくとくだいがくたんきだいがくぶ、英語: Shukutoku University Junior College）は、日本にあった私立大学。東京都板橋区に本部を置いていた。1950年に淑徳短期大学（しゅくとくたんきだいがく）として設置された。2025年に廃止された。大学の略称は淑短。

## 概観

### 大学全体
学校法人大乗淑徳学園により運営されている日本の私立短期大学。短期大学制度が発足した1950年に「淑徳短期大学」として設置され、キャンパスは東京都板橋区にある。
なおかつては埼玉県三芳町にもキャンパスがあったが、同キャンパスは1996年より淑徳大学に継承され、短大の学科としては廃止となった（後述の「#沿革」および「#過去の設置学科」を参照）。
また当短大はもともと女子を対象としていたが、2007年より男女共学となった。
2014年4月1日付で、名称を現在の「淑徳大学短期大学部」に変更した。また同時に「淑徳大学東京キャンパス」（人文学部）が開学し、当キャンパスは同大学との共用となった。
後述のとおり、2023年度以降の学生募集を停止し、2025年3月17日付で廃止認可。これまで長年培ってきた歴史と伝統は淑徳大学が発展的に継承する。

### 建学の精神（校訓・理念・学是）
- 「共生」

### 教育および研究
- 仏教思想に基づいた教育が行なわれていた。
- 健康福祉学科および子ども学科では、デンマークやスウェーデンでの社会福祉事情に関する研修が行なわれている。またかつての食物栄養学科では、オーストリアやイタリアでの食文化研修が行なわれていた。

### 学風および特色
- 仏教思想をベースとした教育が行なわれていることから、以下のような宗教的行事が行なわれていた。
  - 魂（たま）まつり
  - 御忌会（ぎょきえ） - 法然を偲ぶ会
- 2006年、短期大学基準協会による第三者評価の結果、適格と認定された。

## 沿革
- 1892年 - 淑徳女学校が開校。
- 1946年 - 淑徳女子農芸専門学校創立。
- 1950年 - 淑徳女子農芸専門学校を発展改組して淑徳短期大学農芸科を設置。
- 1960年 - 農芸科を農芸栄養科と改称。キャンパスを埼玉県与野市から東京都板橋区に移転。
- 1961年 - 社会福祉科を増設。
- 1969年 - 農芸栄養科を食物栄養学科に改組。
- 1970年 - 社会福祉科を社会福祉学科に名称変更。
- 1987年 - 埼玉県三芳町のみずほ台キャンパスに国文学科（在学者数：195[5]）・英語学科（在学者数：257[5]）が新設される。
- 1991年 - 社会福祉学科を専攻分離し、「社会福祉専攻」「介護福祉専攻」が設置される。
- 1996年 - 淑徳大学国際コミュニケーション学部設置に伴い、英語学科および国文学科を募集停止。
- 2006年 - こども学科が新設される。
- 2007年 - 男女共学化される。
- 2010年 - 社会福祉学科に医療事務・医療秘書コースを増設。
- 2011年 - 食物栄養学科を募集停止（翌年、淑徳大学千葉第2キャンパスに看護栄養学部栄養学科を設置）。
- 2014年 - 短期大学名を淑徳短期大学から淑徳大学短期大学部に名称変更。また、社会福祉学科を健康福祉学科に名称変更。
- 2021年8月2日 - 同年7月20日の理事会において、2023年度以降の学生募集を停止する決定を行ったことを公表。
- 2025年3月17日 - 文部科学省より廃止認可[6]。

## 学科および資格

### 学科
- 健康福祉学科
  - 社会福祉専攻
    - 医療事務・秘書コース
    - 社会福祉コース

  - 介護福祉専攻
- こども学科

#### 過去の設置学科
以下の学科は、いずれも現在は淑徳大学に継承されている。
| キャンパス                                | 学科         | 最終募集 | 淑徳大学での学部・学科                                                                 | 備考                                    |
| ----------------------------------------- | ------------ | -------- | -------------------------------------------------------------------------------------- | --------------------------------------- |
| ときわ台キャンパス （東京都板橋区）       | 食物栄養学科 | 2010年度 | 看護栄養学部 栄養学科 （2012年度、千葉第2キャンパスに設置）                            |                                         |
| みずほ台キャンパス （埼玉県入間郡三芳町） | 国文学科     | 1995年度 | 国際コミュニケーション学部（1996年度設置） →人文学部（2014年度、東京キャンパスに設置） | 短大の学科としては1999年3月29日に廃止。 |
| みずほ台キャンパス （埼玉県入間郡三芳町） | 英語学科     | 1995年度 | 国際コミュニケーション学部（1996年度設置） →人文学部（2014年度、東京キャンパスに設置） | 上記の国文学科に同じ。                  |

### 取得資格
資格
- 保育士
  - こども学科
- 栄養士：食物栄養学科で取得可能であった
- 介護福祉士：健康福祉学科介護福祉専攻
- 司書資格：食物栄養学科にかつてあった食物コースにて設置されていた。

教職課程
- 幼稚園教諭二種免許状：こども学科
- 栄養教諭二種免許状：食物栄養学科
- かつては中学校教諭二種免許状の課程も設けられていた。教科名は食物栄養学科で家庭[11]、社会福祉学科社会福祉専攻で社会となっていた[12]。

なお、当初の農芸科では職業のほか高等学校教諭免許状（農業）も併設されていた。

## 卒業後の進路について

### 就職
福祉、保育、栄養業界などで活躍する人が多い。
- 食物栄養学科：資格を活かした職としてはグリーンハウス・シダックス・日清医療食品・富士産業・フジ産業・エムティーフード・東洋食品・理研ビタミン・明治乳業・富士薬品・寿食品工業・ピックルスコーポレーション・アース環境サービス・マルゼン・マルトモなど企業に就職する人や各種医療機関や社会福祉施設等活躍の場は幅広い[14]。
- 社会福祉学科
  - 社会福祉専攻：社会福祉コースでは老人福祉施設をはじめ福祉の専門職に就く人が概ね就職希望者の半数程度となっている。児童福祉コースでは、7割程度が保育の専門職についている。一般企業としては、商工組合中央金庫・三井住友銀行・りそな銀行・千葉興業銀行・長野銀行・みちのく銀行・武蔵野銀行・大和証券・ヤクルト本社・山善・ジャスコ・トリンプ・カネボウ化粧品・赤ちゃん本舗・東日本旅客鉄道・ジェイティービー・ジェイアール東海パッセンジャーズ・十川ゴム・オンワード樫山・ナルミヤ・インターナショナル・レナウンなどがある[14]。
  - 介護福祉専攻:介護職に就く人が大半を占めている。常陽銀行・資生堂・トーカイ・城南信用金庫・ファミリアなど一般企業への就職者もみられる。
- こども学科：幼稚園への就職者が割合として最も多く、6割以上を占めている[14]。

### 編入学・進学実績
これまで、系列の淑徳大学ほか以下の実績がある。
- 食物栄養学科：茨城大学・跡見学園女子大学・十文字学園女子大学・目白大学・共立女子大学・杏林大学・女子栄養大学・東京家政大学・東京農業大学ほか[14]。
- 社会福祉学科
  - 社会福祉専攻：聖徳大学・大正大学・東海大学・東洋大学・東京国際大学・日本社会事業大学・ルーテル学院大学・田園調布学園大学ほか[14]。
  - 介護福祉専攻：立正大学・日本福祉大学ほか[14]。

## 学生生活

### クラブ活動・サークル活動
- 体育系：バレーボール・バスケットボール・バドミントン・卓球・フットサルなどがある。
- 文化系：手話・児童文化・イラストなどがある。

### 学園祭
- 当短期大学の学園祭は「淑徳祭 ～つきかげ祭～」と呼ばれている。
- 老人ホームや養護施設から寄せられた作品の展示や、手話歌などが催される。
- 2014年度からは淑徳大学と共催。本学閉学後も淑徳大学の学園祭として継続する予定[15]。

## 基礎データ

### 所在地
- 東京都板橋区前野町六丁目36番4号

### 交通アクセス
- 赤羽駅・ときわ台駅より国際興業バス｢前野小学校｣バス停留所で下車徒歩3分。

### 象徴
- 当短期大学のカレッジマークは学園共通のものであり、「Shukutoku」の「S」をイメージしたものとなっている。

### キャンパス内施設
本学閉学後も淑徳大学のキャンパスとして存続。
- 1号館（学事担当）
- 2号館（キャリア支援室）
- 3号館（アリーナ）
- 4・5・6号館（アドミッションセンター、食堂、演劇スタジオ、放送スタジオ）
- 7号館（歴史資料室、考古学実習室、博物館実習室、展示スペース） - 旧・淑徳幼児教育専門学校の校舎を転用。また、2023年3月31日までは淑徳日本語学校の校舎でもあった[17]。
- 8号館（図書館） - 所蔵数はおよそ100,000冊となっている。
- 9号館

## 著名な関係者
- 石上善應
- 長谷川良信

## 著名な出身者
- 鈴木佑季（タレント・歌手・ラジオパーソナリティ）※国文学科
- 土岐麻梨子（タレント・グラビアアイドル）
- 中山エミリ（女優・タレント）※中退[要出典]
- 明神あい（女優・声優）
- 矢島晶子（声優）

## 系列校
- 淑徳大学
- 淑徳中学校・高等学校
- 淑徳巣鴨中学校・高等学校
- 淑徳与野中学校・高等学校
- 淑徳小学校
- 淑徳幼稚園
- 淑徳与野幼稚園